# Julie Fernandez Fernandez
Julie R. Fernandez Fernandez, née à Liège le 20 mars 1972, est une femme politique belge et wallonne, membre du Parti socialiste (PS).

## Biographie

### Enfance et études
Ses parents fuient l’Espagne de Franco dans les années 1960. Ils arrivent à Liège avec l’espoir de repartir un jour dans leur pays natal mais son père ne connaîtra plus l’Espagne libre.
Durant ses études secondaires à l’Athénée Jonfosse, elle se passionne pour les matières scientifiques. Pendant son adolescence elle passe ses vacances aux Asturies chez sa grand-mère dans le nord de l’Espagne.
À 18 ans, elle entreprend un graduat en communication à l'Institut des Sciences de l'Information et des Sciences Sociales de la Province de Liège (ISIS).

## Parcours politique

### Les débuts
En juin 1995, après les élections régionales, Laurette Onkelinx devient Ministre-Présidente de la Communauté française. Les rencontres et le hasard font atterrir Julie Fernandez Fernandez dans son cabinet au sein de la cellule Aide à la Jeunesse. C'est à ce moment-là qu'elle s'affilie au Parti Socialiste. Par la suite, elle sera la collaboratrice de Jean-Maurice Dehousse et Véronique De Keyser, tous deux députés européens et d’Isabelle Simonis à la Communauté Française.

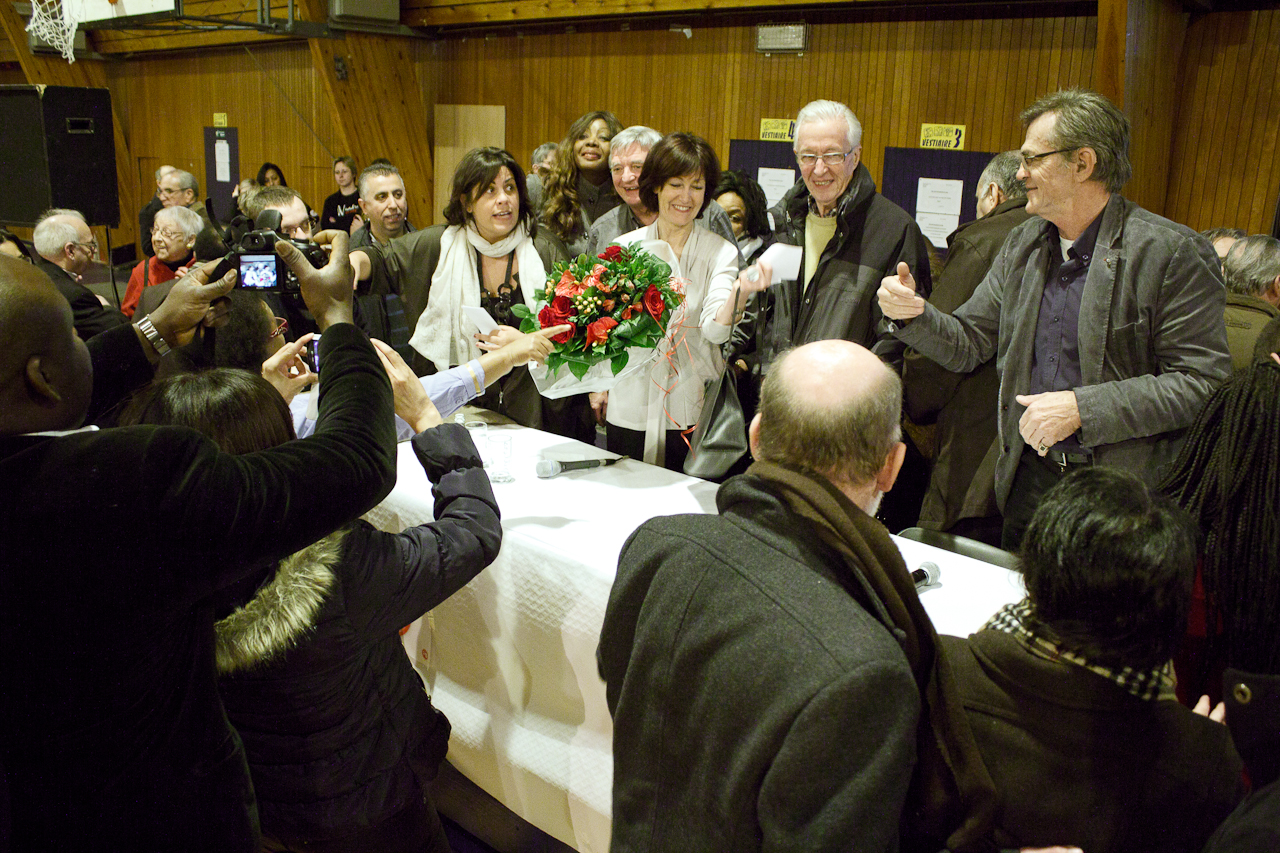
Julie Fernandez Fernandez avec Laurette Onkelinx

Lors des élections communales de 2000, à Liège, Julie Fernandez Fernandez occupe la 40e place sur la liste menée par Willy Demeyer alors Bourgmestre PS sortant. Le 8 octobre 2000, la liste PS obtient 34,8 % des voix et 20 sièges et elle devient alors conseillère communale.
Investie au sein de la fédération du PS liégeois, elle occupe une place de suppléance lors des élections régionales de 2004. Deux années plus tard, en octobre 2006, Julie Fernandez Fernandez double son score personnel en récoltant 1467 voix de préférence (3e score féminin) lors des élections communales de 2006, qui se sont soldées par une victoire des socialistes qui gagnent deux sièges en Cité Ardente (37,9 % des voix)
À la suite de ces résultats, le 4 décembre 2006, elle prête serment en tant qu'Échevine de l'État civil, de la Population, des Mairies de Quartier et des Cimetières.
À la demande du Président du PS, Elio Di Rupo, Julie Fernandez Fernandez est à nouveau candidate en 2007 comme 5e suppléante sur la liste du Sénat. Elle remporte plus de 14 000 voix de préférence sur l'ensemble de la circonscription wallonne.

### Politique fédérale

#### Une première expérience ministérielle
Après les élections fédérales de 2007, Julie Fernandez Fernandez est nommée Secrétaire d’État chargée des Personnes handicapées au sein du gouvernement d'Yves Leterme le 20 mars 2008, le jour de son 36e anniversaire.
Le 20 décembre 2008 elle est reconduite à la même fonction dans le gouvernement Van Rompuy.
Le 7 juin 2009 elle est élue comme Députée au Parlement wallon après les élections régionales et remplacée par Philippe Courard au gouvernement fédéral. Au sein de l'instance régionale, elle préside la Commission de la santé, des affaires sociales et de l'égalité des chances.

#### Une jeune députée

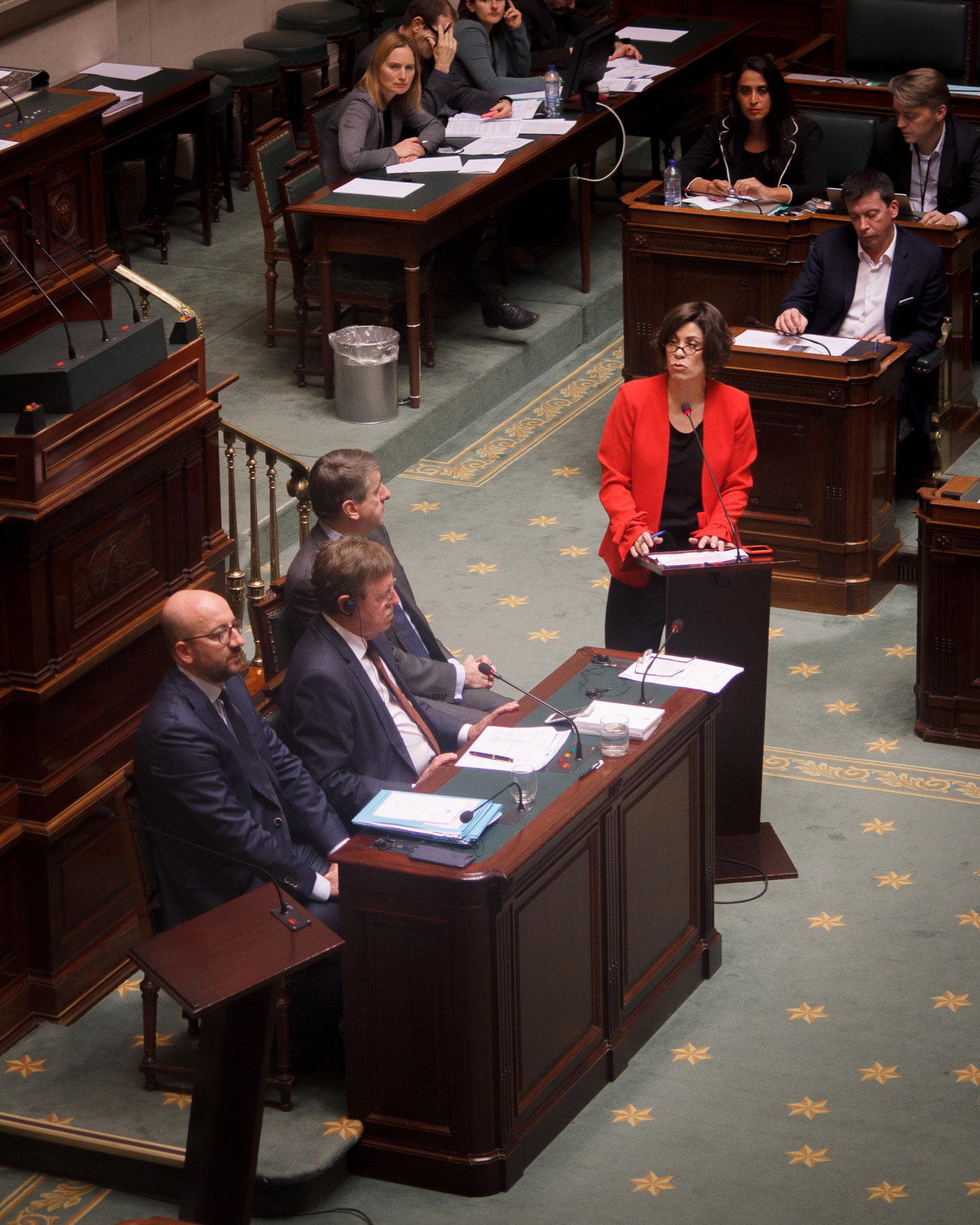
La députée fédérale du groupe PS, Julie Fernandez Fernandez, interpelle le Premier ministre Charles Michel à la Chambre des Représentants.

Le 13 juin 2010, le PS obtient 13,7 % des suffrages et remporte 26 sièges à la Chambre des représentants lors des élections fédérales qui précédent la crise de 2010-2011. Julie Fernandez Fernandez, alors candidate en 11e position sur la liste menée par Alain Mathot, Bourgmestre de Seraing, rentre pour la première fois, avec 10 069 voix de préférence, à la Chambre.
Au sein de la Chambre, elle siège dans les Commissions de l'Intérieur, des Affaires générales et de la Fonction publique, des Naturalisations, des Pétitions et dans la Commission spéciale « Climat et Développement durable ».
En tant que députée fédérale, elle est amenée à poser certaines questions orales aux ministres du gouvernement Di Rupo, comme sur une proposition du Vlaams Belang sur l'amnistie des crimes de la collaboration ou encore à la Ministre de l'Emploi sur les titres services. Elle s'exprime également à la tribune au nom du groupe PS en décembre 2012, « en tant que représentante du peuple d’abord, au nom du groupe PS et en tant que Liégeoise » après la tuerie de Liege.
Lors des élections fédérales de 2014, elle se représente et occupe désormais la deuxième position sur la liste PS emmenée par Willy Demeyer. Elle obtient alors près de 16 000 voix de préférence et est réélue comme Députée fédérale, cette fois-ci dans l'opposition, sous le gouvernement Michel 1er.
Au cours de la 54ème législature, la Députée siège au sein des Commissions de la Défense nationale, de l'Intérieur, des Naturalisations et des Achats et Ventes militaires. Ainsi, elle a notamment eu l'opportunité de s'exprimer sur des sujets ayant fait l'actualité en Belgique tels que le remplacement de la flotte de F-16 ou les conditions d’accueil des migrants en Belgique. Elle est d'ailleurs connue du grand public pour ses désaccords et échanges animés avec le Secrétaire d'état à l'Asile et la Migration, Théo Francken. Sa position sur les questions migratoires l’amène également à faire partie des fervents défenseurs du Pacte mondial sur les migrations à l’origine de la chute du gouvernement Michel I.
Lors des élections fédérales de 2019, Julie Fernandez Fernandez, alors deuxième sur la liste socialiste emmenée par Frédéric Daerden, réalise un meilleur score que les élections fédérales précédentes avec 16.648 voix de préférences et est réélue en tant que députée fédérale. 
Toutefois, en juillet 2017, par un vote des militants, les règles internes du Parti socialiste ont changé. Les Bourgmestres, Echevins et Présidents de CPAS des villes de plus de 50.000 habitants ne peuvent plus cumuler leurs fonctions locales et parlementaires. 
La députée fraîchement réélue étant dans ce cas de figure, un choix s’imposait entre ses fonctions à la Ville de Liège et son mandat de députée fédérale. Le 19 juin 2019, elle annonce par voie de presse qu’elle souhaite continuer son travail à la Ville de Liège et quitte dès lors sa fonction de députée fédérale. Julie Fernandez Fernandez explique également les raisons de son choix sur le réseau social Facebook tout en rappelant son désaccord avec la règle du parti en question. 

### Politique locale

#### Échevine à Liège

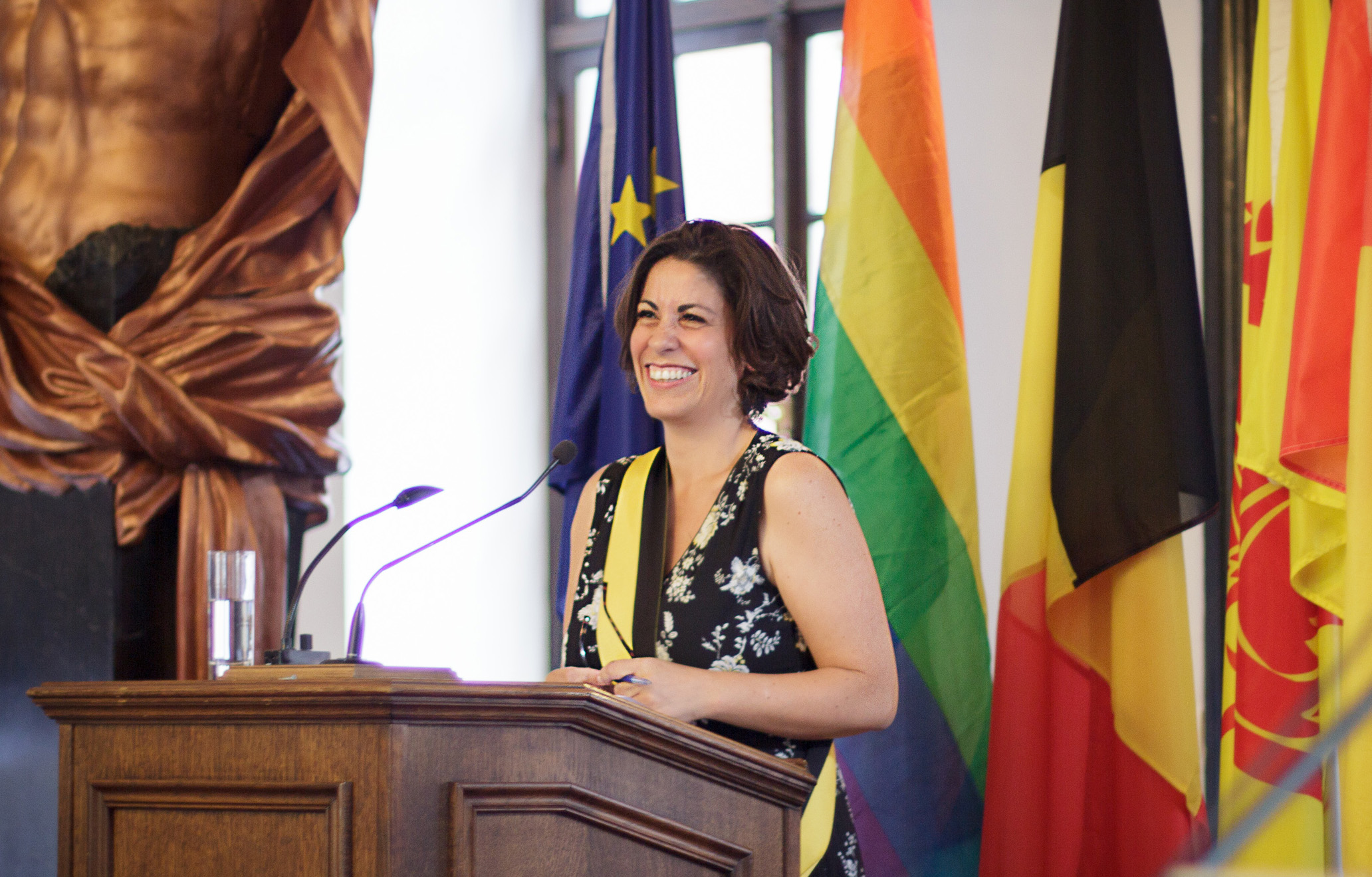
L'échevin de l'Etat civil à Liège, Julie Fernandez Fernandez, lors de la cérémonie des Noces Jubilaires LGBTQI+

En octobre 2012, elle est réélue lors des élections communales et revient siéger au Collège de la Ville de Liège comme Échevine de l’État civil, des Mairies de quartier et des Cimetières. Au début de son second mandat en tant qu'Échevine de l’État Civil, elle saisit l'occasion du 10e anniversaire de la loi ouvrant aux couples homosexuels le droit au mariage pour célébrer les noces d'étain (10 ans) des couples homosexuels à s'être mariés en 2003, et pour rappeler qu'en Belgique cette égalité de droit ne fait pas débat. En 2018, La Députée-Échevine réitère l’événement à l'occasion du 15ème anniversaire des premiers couples homosexuels mariés à Liège. Ainsi, une trentaine de couples ont ainsi pu être mis à l'honneur. De par son mandat, Julie Fernandez Fernandez joue également un rôle important dans l'élaboration et la défense du projet de ville 2012-2022.  
Elle s'attelle entre autres à la mise en place de mairies décentralisées dans les quartiers, notamment dans le quartier des Guillemins. La Députée-Échevin a également fait de ses mandats un moyen de promouvoir le don d'organes dans la Province de Liège. ainsi, lors des élections fédérales de 2014, pour la première fois en Belgique, les liégeois ont pu exercer leur droit de vote tout en ayant la possibilité de s'enregistrer comme donneur d'organes et faire progresser ainsi le nombre de donneurs potentiels. 
Aux élections communales d’octobre 2018, Julie Fernandez Fernandez, alors en quatrième position sur la liste du Parti socialiste, obtient 3650 voix de préférences. Il s’agit du deuxième score de sa liste ainsi que du quatrième toutes listes confondues sur le territoire de la Ville de Liège. C’est une augmentation de 30% par rapport à son score personnel lors des élections communales de 2012. Elle quitte alors l'échevinat de l’Etat Civil, des Mairies de quartier et des Cimetières et devient Échevine des Solidarités, de la Cohésion sociale, et des Droits de la Personne. 

## Mandats et fonctions en cours
- Échevine des Solidarités, de la Cohésion sociale et des Droits de la Personne depuis 2018
- Conseillère communale de Liège depuis 2000
- Présidente de la Maison communale des jeunes de Wandre
- Présidente de la Ressourcerie du Pays de Liège
- Présidente du Centre Régional pour l’Intégration des Personnes Etrangères de Liège (CRIPEL)
- Administratrice au Foyer culturel de Jupille-Wandre

## Mandats et fonctions précédents
- 20 mars 2008 - 17 juillet 2009 : Secrétaire d’État chargée des Personnes handicapées (Gouvernements Leterme I et Van Rompuy I).
- 2009-2010 : Députée wallonne et communautaire.
- 2006-2009 : Échevine de l’État Civil, des Mairies de quartier et des Cimetières de Liège
- 2012-2018 : Échevine de l’État Civil, des Mairies de quartier et des Cimetières de Liège
- 2010-2019 : Députée fédérale à la Chambre des représentants de Belgique